# Hypericum loxense
Hypericum loxense är en johannesörtsväxtart. Hypericum loxense ingår i släktet johannesörter, och familjen johannesörtsväxter.

## Underarter
Arten delas in i följande underarter:
- H. l. aequatoriale
- H. l. loxense